# Ananas sagenaria
Ananas sagenaria là một loài thực vật có hoa trong họ Bromeliaceae. Loài này được (Arruda) Schult. & Schult.f. mô tả khoa học đầu tiên năm 1830.

## Hình ảnh

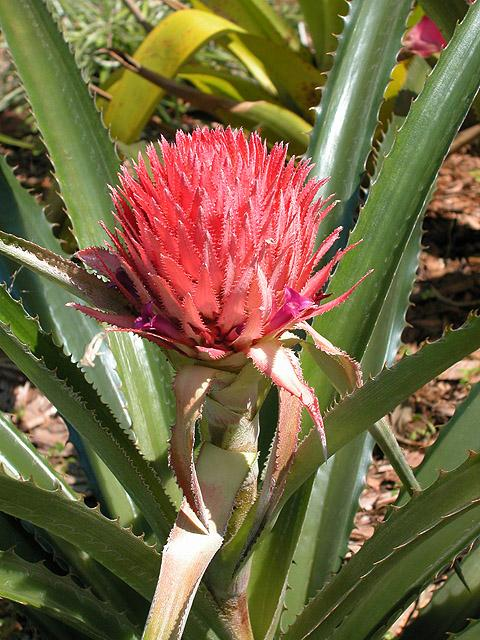
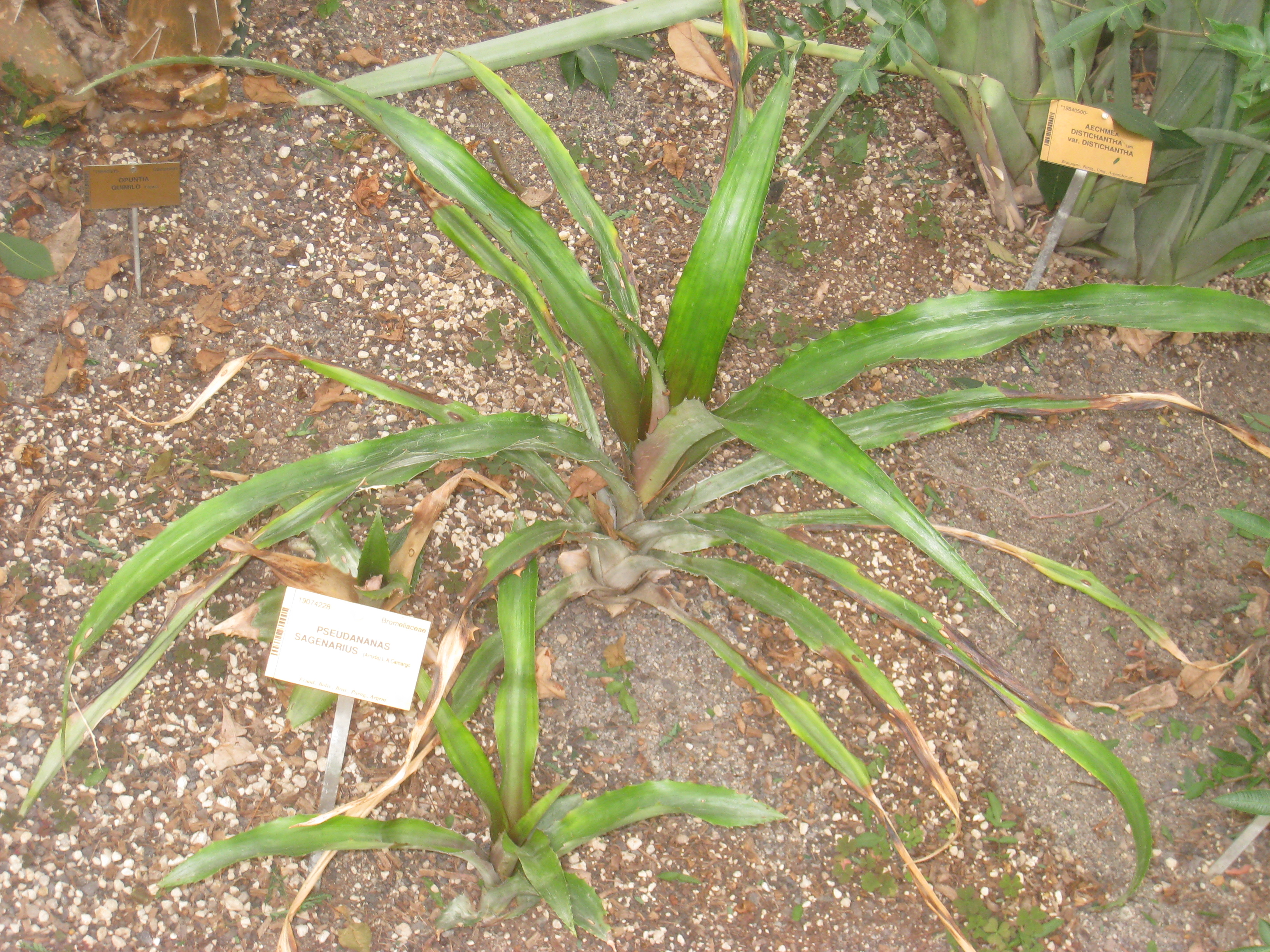
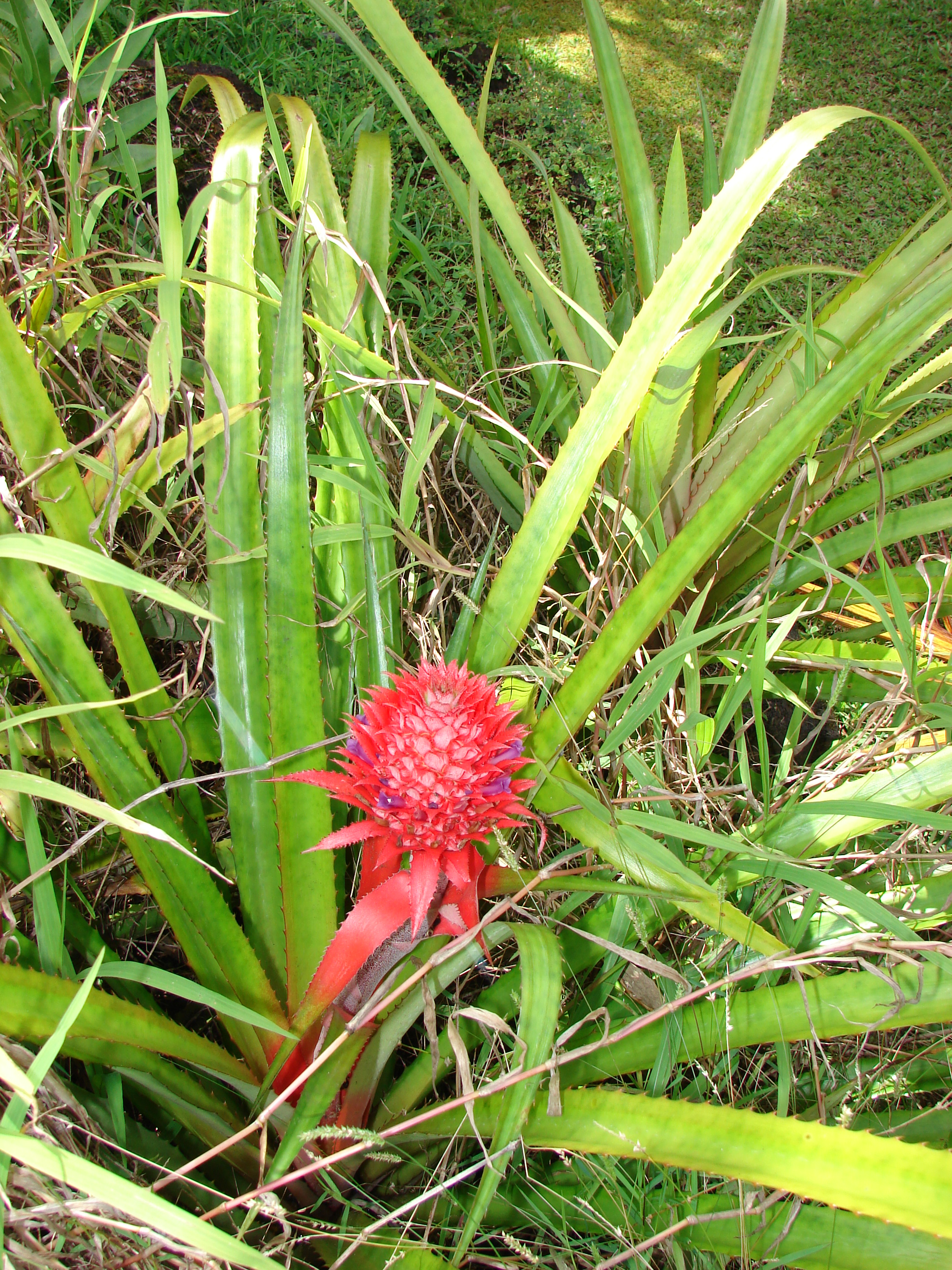
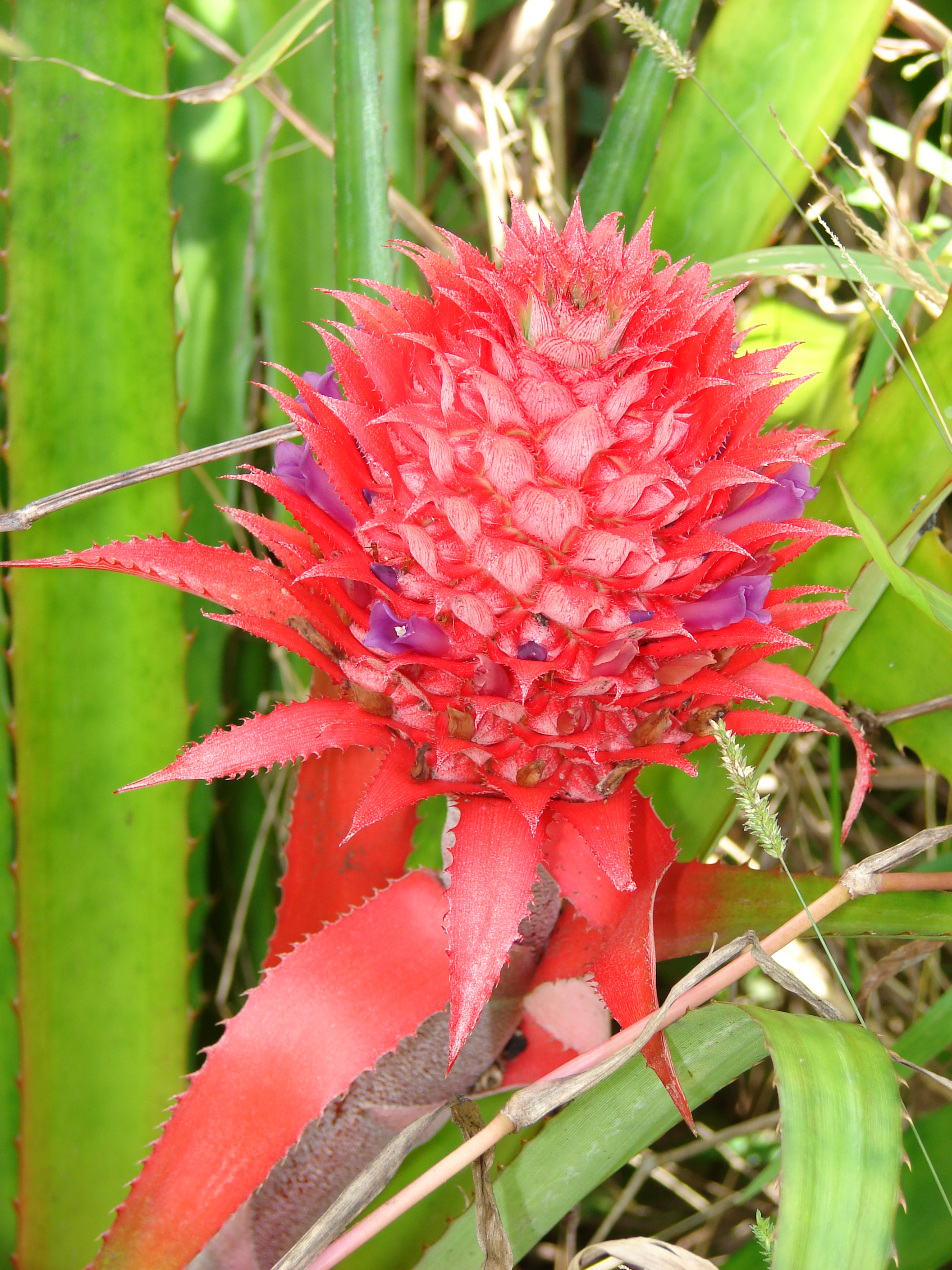